# Organización territorial de la República de la Nueva Granada
De acuerdo con las diferentes constituciones que rigieron el país, el territorio de la República de la Nueva Granada se dividió en provincias. Cada provincia se componía de uno o más cantones, y cada cantón se dividía en distritos parroquiales.

## Provincias

### Entre 1832 y 1843

División política de la República de la Nueva Granada en 1835.

Por el artículo 1° de la ley fundamental de 1831, las provincias centrales de la Gran Colombia formaron un Estado con el nombre de Nueva Granada y fueron suprimidos los departamentos. El país quedó así dividido en 18 provincias:
| Provincia    | Capital   | Provincia   | Capital           |
| ------------ | --------- | ----------- | ----------------- |
| Antioquia    | Medellín  | Pamplona    | Pamplona          |
| Barbacoas    | Barbacoas | Panamá      | Panamá            |
| Bogotá       | Bogotá    | Pasto       | San Juan de Pasto |
| Buenaventura | Cali      | Popayán     | Popayán           |
| Cartagena    | Cartagena | Riohacha    | Riohacha          |
| Casanare     | Pore      | Santa Marta | Santa Marta       |
| Chocó        | Quibdó    | Socorro     | Socorro           |
| Mariquita    | Mariquita | Tunja       | Tunja             |
| Neiva        | Neiva     | Veraguas    | Santiago          |

La constitución nacional de 1832 dividió al país en provincias, y a estas en cantones y distritos parroquiales.
Las provincias en 1832 eran las mismas que conformaron la convención granadina de ese mismo año y que dictó la constitución que ratificaba la república. La provincia de Vélez fue creada el 18 de marzo de ese año, en tanto la provincia de Barbacoas fue suprimida a finales del mismo. Las provincias de Buenavenura, Cauca y Mompós fueron creadas en 1835.

### Entre 1843 y 1851

División política de la República de la Nueva Granada en 1847.

En 1843 había 20 provincias, 131 cantones, 810 distritos parroquiales, 70 aldeas y 2 territorios: el del Caquetá y el de la Guajira. Las veinte provincias eran:
| Provincia    | Capital   | Provincia   | Capital           |
| ------------ | --------- | ----------- | ----------------- |
| Antioquia    | Medellín  | Pamplona    | Pamplona          |
| Bogotá       | Bogotá    | Panamá      | Panamá            |
| Buenaventura | Cali      | Pasto       | San Juan de Pasto |
| Cartagena    | Cartagena | Popayán     | Popayán           |
| Casanare     | Pore      | Riohacha    | Riohacha          |
| Cauca        | Buga      | Santa Marta | Santa Marta       |
| Chocó        | Quibdó    | Socorro     | Socorro           |
| Mariquita    | Mariquita | Tunja       | Tunja             |
| Mompós       | Mompós    | Vélez       | Vélez             |
| Neiva        | Neiva     | Veraguas    | Santiago          |

El 8 de junio de 1846 fueron creadas las provincias de Barbacoas (que había sido suprimida) y Túquerres; el 26 de marzo de 1849 fueron creadas las de Tundama, Chiriquí y Ocaña, quedando la República dividida en 25 provincias.

### Entre 1851 y 1858

División política de la República de la Nueva Granada en 1853.

El 15 de abril de 1850 se crearon las provincias de Azuero, Santander, Soto y Valledupar; el 15 de mayo de 1851 se crearon las de Córdova y Medellín, quedando la República dividida en 29 provincias. El 22 de mayo de 1852 fueron creadas las de Zipaquirá, Cundinamarca, Tequendama y Sabanilla; finalmente el 9 de mayo de 1853 se creó la última provincia: García Rovira.
El 21 de mayo de 1853 fueron abolidos los cantones, quedando la República dividida únicamente en provincias y distritos parroquiales. Los cambios de gobierno e ideologías político-económicas de los mismos, sumado a las fuertes tendencias regionalistas existentes, habían dividido la república en 36 provincias, las cuales eran:
| Provincia     | Capital    | Provincia   | Capital      |
| ------------- | ---------- | ----------- | ------------ |
| Antioquia     | Antioquia  | Pamplona    | Pamplona     |
| Azuero        | Los Santos | Panamá      | Panamá       |
| Barbacoas     | Barbacoas  | Pasto       | Pasto        |
| Bogotá        | Bogotá     | Popayán     | Popayán      |
| Buenaventura  | Cali       | Riohacha    | Riohacha     |
| Casanare      | Pore       | Sabanilla   | Barranquilla |
| Cartagena     | Cartagena  | Santa Marta | Santa Marta  |
| Cauca         | Buga       | Santander   | Cúcuta       |
| Chiriquí      | David      | Socorro     | Socorro      |
| Chocó         | Quibdó     | Soto        | Piedecuesta  |
| Córdova       | Rionegro   | Tequendama  | Fusagasugá   |
| Cundinamarca  | Chocontá   | Tunja       | Tunja        |
| García Rovira | Málaga     | Tundama     | Santa Rosa   |
| Mariquita     | Mariquita  | Túquerres   | Ipiales      |
| Medellín      | Medellín   | Valledupar  | Valledupar   |
| Mompós        | Mompós     | Vélez       | Vélez        |
| Neiva         | Neiva      | Veraguas    | Santiago     |
| Ocaña         | Ocaña      | Zipaquirá   | Zipaquirá    |

## Territorios

Territorios de Colombia entre 1843 y 1898.

La República comprendía algunos territorios ubicados (principalmente) en las periferias del país, creados en el periodo de 1843 a 1848; la mayoría de estos fueron suprimidos en 1850. La constitución de 1832 previó la creación de estas divisiones en busca de que aquellos lugares de la República que se encontraran muy alejados o aislados de centros poblaciones y tuvieran una población escasa tuvieran un régimen especial que les permitiera un cumplimientio fidedigno de las leyes consagradas en la constitución. Estos eran:
- Bocas del Toro: creado en 1843, cercano a la frontera con Costa Rica.
- Caquetá: creado en 1845 con capital en Mocoa, se ubicaba al suroriente y abarcaba toda la región amazónica de la actual Colombia. Dependía de la provincia de Pasto.
- La Guajira: creado en 1846, se ubicaba en la península homónima.
- San Martín: creado en 1846 con capital en San Martín, se encontraba en los llanos orientales entre los ríos Meta y Guaviare.
- Darién: creado en 1846, se ubicaba alrededor del golfo de Urabá y la serranía del Darién.
- Guanacas: creado en 1847, comprendía los territorios de la cultura de Tierradentro.
- Raposo: creado en 1848, se ubicaba en el golfo de Buenaventura en la costa del Pacífico.
- Costa de Mosquitos: Si bien por medio de la Real Cédula del 20 de noviembre de 1803 pasó a formar parte de la Nueva Granada, ésta nunca tuvo un dominio efectivo sobre la misma por estar bajo dominio inglés. Jurídicamente dependía de la provincia de Cartagena.
- Archipiélago de San Andrés y Providencia, también pasó a formar parte de la Nueva Granada a través de la misma Real Cédula que transfirió la Costa de los Mosquitos de la Capitanía General de Guatemala al Virreinato de la Nueva Granada. Dependía de la provincia de Cartagena.